# Aphaenogaster subcostata
Aphaenogaster subcostata är en myrart som beskrevs av Hugo Viehmeyer 1922. Aphaenogaster subcostata ingår i släktet Aphaenogaster och familjen myror. Inga underarter finns listade i Catalogue of Life.